# Ruditi
In geologia, il termine rudite indica una classe di rocce sedimentarie, a grani spigolosi o arrotondati in cui almeno il 30% degli elementi sono di taglia superiore ai 2mm.
Comunemente i ruditi vengono confusi con la ghiaia, che in realtà è una forma di rudite a grana sciolta (ovvero non cementata).

## Distinzione
Il termine comprende due categorie di rocce: le rocce di natura terrigena e le rocce di natura carbonatica. Alla prima categoria appartengono le brecce e i conglomerati, alla seconda le calcirudite.
| Dimensione | Comune  | Greco                | Latino               |
| ---------- | ------- | -------------------- | -------------------- |
| Grossa     | Ghiaia  | Psefili (psephitic)  | Ruditi (rudaceous)   |
| Media      | Sabbia  | Psammiti (psammitic) | Areniti (arenaceous) |
| Fine       | Argilla | Peliti (pelitic)     | Lutiti (lutaceous)   |